# Euproctis holdingii
Euproctis holdingii är en fjärilsart som beskrevs av Felder 1874. Euproctis holdingii ingår i släktet Euproctis och familjen tofsspinnare. Inga underarter finns listade i Catalogue of Life.